# Académie des Beaux-Arts de San Luis de Saragosse
L'Académie des Beaux-Arts de San Luis de Saragosse ou en espagnol Real Academia de Nobles y Bellas Artes de San Luis de Zaragoza est une académie royale espagnole dont le siège est au Musée de Saragosse, associée à l'Institut d'Espagne. Sa mission est de promouvoir et d'encourager l'étude des beaux-arts, en particulier « la défense, la conservation et la restauration de toutes sortes de monuments et d'œuvres d'art situés dans le cadre territorial de la Communauté autonome d'Aragon ».

## Histoire
L'Académie est fondée par le roi Charles IV, à la demande du comte d'Aranda au nom de la Real Sociedad Económica Aragonesa de Amigos del País le 17 avril 1792. L'intention des pétitionnaires est d'imiter l'Académie royale des beaux-arts de San Fernando, ayant comme précédent pour sa création l'école de dessin dirigée par Juan Martín de Goicoechea.
Le roi lui accorde sa reconnaissance et lui donne le nom de San Luis en l'honneur de son épouse, Marie-Louise de Parme, et dans les premières années elle est appelée l'Académie Royale des Trois Nobles Arts de San Luis.
Ses premiers statuts sont approuvés par Manuel Godoy le 18 novembre 1792 et entrent en vigueur le 2 décembre. Ses statuts actuels datent du 24 octobre 1996.

## Organisation
L'Académie est divisée en sept sections : architecture, sculpture, peinture, musique et danse, littérature, gravure et arts de luxe, et arts visuels. Ses membres sont divisés en Académiciens honoraires (en nombre variable), Académiciens numéraires (trente-cinq), Académiciens surnuméraires (cinq) et Académiciens correspondants (cinquante). Dans son organisation, elle maintient quinze délégations dans les trois provinces aragonaises, qui représentent les Délégués Académiques.
Depuis juin 2009, Domingo Buesa Conde (es) occupe la présidence de l'Académie royale, avec Fernando Alvira Banzo et Miguel Caballú Albiac comme premier et deuxième vice-présidents, respectivement. De même, le secrétaire général est Armando Serrano Martínez.